# Vetřelec (film)
Vetřelec (anglicky Alien) je americko-britský sci-fi horor, který v roce 1979 natočil režisér Ridley Scott a ve kterém hráli Sigourney Weaverová, Tom Skerritt, Veronica Cartwrightová, John Hurt, Harry Dean Stanton, Ian Holm a Yaphet Kotto.
Film pojednává o vesmírné výpravě posádky, která si nešťastnou souhrou událostí vpustí na loď neznámého mimozemského tvora, který se pohybuje po lodi a zabíjí členy posádky.
Díky mnohým oceněním (Oscar za vizuální efekty a mnohé další) se film dočkal dalších pokračování - Vetřelci (1986), Vetřelec 3 (1992), Vetřelec: Vzkříšení (1997) a dva prequely; Prometheus (2012) a Vetřelec: Covenant (2017).
Duchovním otcem samotného monstra je Hans Ruedi Giger, švýcarský umělec, který spolupracoval na scenériích filmu a vetřelec se stal pevnou součástí jeho celoživotního díla.
V roce 2003 vydal 20th Century Fox DVD verzi pod názvem 2003 Director's Cut, která byla zhruba o 1 minutu kratší než kinoverze z roku 1979.
Film a vůbec postava Vetřelce se nakonec stala natolik úspěšná, že tohoto fiktivního mimozemšťana je možné vidět – kromě pokračování série – v řadě komiksů, knih, počítačových her (např. Alien: Isolation), v dalších filmech jako např. Vetřelec vs. Predátor a Vetřelci vs. Predátor 2 nebo v několika amatérských filmech..

## Děj
Nákladní Vesmírná loď Nostromo se sedmi členy posádky zachytí signál neznámého druhu. Zpočátku se domnívají, že je to SOS, proto podle pravidel společnosti Weyland-Yutani musí přistát na místě, ze kterého vychází signál a jeho zdroj prozkoumat.
Po přistání se výkonný důstojník Kane, kapitán Dallas a Lambertová vydávají za zdrojem signálu. Najdou neznámou kosmickou loď nelidského původu, vstoupí do ni a zde najdou zkamenělé pozůstatky humanoidního pilota (Space Jockey) a v podpalubí mnoho vajec. Po bližším ohledání se z jednoho z nich vyklube pavoukovitý parazit (Facehugger) a přisaje se Kaneovi na obličej.
Při návratu na loď je zpočátku Ripleyová odmítá z důvodu karantény vpustit, jenže vědecký důstojník Ash je na loď vpouští. Po neúspěšném pokusu o odstranění tvora z Kaneovy tváře, tento tvor později sám odpadá a umírá. Kane se probouzí. Zdá se, že je v pořádku, ale při společném jídle s posádkou se mu znenadání z hrudníku začne klubat mladý vetřelec.
Ještě mladý vetřelec utíká a během pár hodin doroste do velikosti dospělého člověka. Při pokusu o zabití tohoto tvora plamenometem umírá Dallas. Poté se stává velícím důstojníkem na Nostromu Ripleyová. Ripleyová se pokouší zjistit nějaké informace z lodního počítače Matky: společnost měla zvláštní rozkaz číslo 937, kde se jednalo o strategickou činnost firmy; studii vetřelce, jakožto biologické zbraně. Když se Ash dozvěděl, že Ripleyová zjistila tyto skutečnosti, pokusí se ji zabít, avšak Ripleyové pomůže Parker a Lambertová. Poté zjišťují, že Ash je ve skutečnosti android.
Přeživší se rozhodnou loď zničit autodestrukcí a opustit ji záchranným modulem. Parker a Lambertová musí nabít baterii, avšak při tom je vetřelec napadne a oba dva zabije. Ripleyová nastaví automatický výbuch lodi a nasedá do záchranného modulu. Avšak poté, co si myslela, že je zachráněna, zjišťuje, že vetřelec nezůstal na palubě lodi, ale je v záchranném modulu společně s ní. Dochází ke krátkému souboji, který skončí vystřelením vetřelce do vesmíru a jeho smrtí. Poté se Ripleyová ukládá společně se svým kocourem opět k hibernačnímu spánku a doufá, že jí objeví nějaká loď.

## Obsazení
| Sigourney Weaverová    | Ellen Ripleyová |
| Tom Skerritt           | Dallas          |
| Veronica Cartwrightová | Lambertová      |
| John Hurt              | Kane            |
| Harry Dean Stanton     | Brett           |
| Ian Holm               | Ash             |
| Yaphet Kotto           | Parker          |

## Lodě a planety
Kosmické lodě a planety ve filmu se natáčely pomocí modelů a miniatur. Ty zahrnovaly modely Nostromo, její minerální rafinérii a exteriér a interiér opuštěné kosmické lodi. Vizuální efekty dělal Brian Johnson a nad modelmakerem dohlížel Martin Bower. Jejich tým pracoval v Bray Studios, což je zhruba 30 mil od Shepperton Studios, kde probíhalo hlavní natáčení. Návrhy lodě Nostromo a jejich příloh byly založeny na kombinacích storyboardů Ridleyho Scotta a Rona Cobba na koncepčních nákresech. Základní obrysy modelů byly vyrobeny ze dřeva a z plastu a většina jemných detailů byla přidána od modelů bitevních lodí, tanků a bombardérů z druhé světové války. Byly tři modely lodě Nostromo: 30 centimetrový, verze pro střední a dlouhé záběry; 1,2 metrový, verze pro zadní záběry a 3,7 metrový. Nostromo bylo původně žluté a tým natáčel záběry modelu po šest týdnů, předtím Johnson odešel pracovat na Impérium vrací úder. Scott potom nařídil, že Nostromo bude šedé a tým musel začít se záběry znovu od nuly. Samostatný model, přibližně 12 metrů dlouhý, byl vytvořen pro spodní část Nostroma, ze které se měl oddělit Narcissus a ze které mělo být vyhozeno Kaneovo tělo pomocí malého katapultu natáčený při vysoké rychlosti. Model Nostroma byl tlačen vysokozdvižným vozíkem, který byl zakrytý v černém sametu. Záběry z vnějšku lodi, ve které jsou vidět pohybující se postavy, byly natočeny pomocí větších modelů. Samotný model byl vytvořen pro vnější opuštěnou kosmickou loď. Planeta nebyla ve filmu pojmenována. V roce 1986 byla tato planeta pojmenována LV-426.

## Hudba
Hudbu pro film složil Jerry Goldsmith a nahrál ji britský National Philharmonic Orchestra, který dirigoval Lionel Newman. Ridley Scott původně chtěl, aby skladbu složil Isao Tomita, ale 20th Century Fox chtělo známějšího skladatele a doporučilo Goldsmithe. Hudba byla nominována na cenu Zlatý glóbus za nejlepší hudbu, cenu Grammy za nejlepší filmovou hudbu a cenu BAFTA za nejlepší filmovou hudbu. Hudba k filmu byla vydána i jako samostatné album.

## Konkurz
Konkurzy na film Vetřelec probíhaly v New Yorku a v Londýně. Ve filmu vystupovalo pouze sedm postav. Scott se snažil najít silné herce, aby mohl většinu své energie soustředit na filmový vizuální styl. Scott zaměstnal castingovou režisérku Mary Selway, která s ním pracovala na Duellists, do čela castingu ve Velké Británii, zatímco Mary Goldberg ovládal casting ve Spojených státech.
Hlavní obsazení ve filmu Vetřelec:
- Bolaji Badejo jako Vetřelec. Byl to nigerijský student designu. Objevil jej v baru člen castingového týmu a seznámil jej s Ridleym Scottem. Scott věřil, že se svými 218 centimetry by mohl dobře ztvárnit Vetřelce: jeho ruce i nohy byly delší než obvykle, což vytvářelo iluzi, že v tom kostýmu nemůže být člověk. Kaskadéři Eddie Powell a Roy Scammell také sehráli Vetřelce v několika scénách.
- Veronica Cartwright jako Lambertová, navigátor Nostroma. Cartwright už měla zkušenosti se sci-fi a hororovými filmy, hrála ve filmu Ptáci (1963) a Invaze únosců těl (1978). Původně byla vybrána na roli Ripleyové a nebyla informována, že bude hrát roli Lambertové. Cartwright vyhrála cenu Saturna za nejlepší herečku ve vedlejší roli za její výkon.
- Ian Holm jako Ash, lodní vědecký důstojník, který je odhalen, že je android kvůli rozkazu, podle kterého měl dopravit Vetřelce na Zemi. Holm do roku 1979 hrál už ve dvaceti filmech a byl taky nejzkušenější herec ve filmu.
- John Hurt jako Kane, velitel, který se stane hostitelem Vetřelce. Hurt byl první herec pro tuto roli, ale Hurt zrovna hrál ve filmu v Jižní Africe a tak byl na roli vybrán Jon Finch. Nicméně, Finch onemocněl během prvního dne natáčení. Hurt byl tu dobu v Londýně a rychle nahradil Finche. Za svůj výkon si vysloužil cenu BAFTA za nejlepšího herce ve vedlejší roli.
- Yaphet Kotto jako Parker, hlavní inženýr. Kotto byl částečně vybrán proto, aby dal posádce Nostroma mezinárodní příchuť.
- Tom Skerritt jako Dallas, kapitán lodi Nostromo. Skerritt byl vybrán na počátku filmu, ale odmítl, protože film dosud neměl režiséra a film měl velmi nízký rozpočet. Později, když byl Scott režisér a rozpočet byl zdvojnásoben, přijal roli Dallase.
- Harry Dean Stanton jako Brett, inženýrský technik, Stantonova první slova během jeho konkurzu byla nemám rád sci-fi filmy ani žádné netvory. Scott byl pobavený a přesvědčil ho, aby vzal roli Bretta.
- Sigourney Weaver jako Ripleyová, praporčík na lodi Nostromo, Weaver měla zkušenosti z Broadwaye, ale nebyla známá ve filmu, přesto na Scotta zapůsobila. Byla poslední herec pro obsazení ve filmu. Role Ripleyové byla její první hlavní role ve filmu a vynesla jí nominaci na cenu Saturn za nejlepší herečku a cenu BAFTA za nejslibnějšího nováčka v hlavní filmové roli.

## Ash
Pro scénu, ve které je Ash odhalen, že je android a má sraženou hlavu, byla vytvořena loutka trupu a horní části těla. V následující scéně je Ashova hlava položena na stole a je reaktivována. Pro část této scény byl použit obličej herce Iana Holma, který Ashe ztvárnil. Mléko, kaviár, těstoviny a skleněné kuličky byly použity k prokázání androidovu vnitřnímu fungování a jeho tekutin.

## Zajímavosti
- V původním scénáři měla v závěru filmu zemřít i hlavní hrdinka a vetřelec měl následně jejím hlasem odvysílat zprávu na Zemi. K tomu nakonec nedošlo a také díky této změně se film dočkal dalších 3 pokračování.[6]
- John Hurt si zahrál postavu Kana ještě jednou a to ve filmu Spaceballs, kde paroduje zplození Chestburstera ze své hrudi. Když mu malý vetřelec vyskočí z těla, podívá se na něj a pronese "Ach ne, už zase..."
- 2003 Director's Cut verze obsahovala několik vystřižených scén, přesto byla paradoxně o necelou 1 minutu kratší oproti kinoverzi. Důvodem byl fakt, že několik původních scén bylo v této verzi režisérem záměrně zkráceno pro zrychlení tempa a lepší dynamiku snímku jako takového.[7] [8]
- V jedné z původně vystřižených scén, která se v 2003 Director's Cut objevila, nachází Ripleyová při útěku k záchrannému modulu umírajícího Dallase v kokonu, který ji žádá, aby jej zabila, kteréžto poslední přání mu Ripleyová splní.[7][8] Tato scéna je zajímavá především proto, že rozvíjí koncept reprodukčního cyklu Vetřelce a naznačuje, že je pravděpodobně sám schopen reprodukce. Což je v přímém rozporu s pokračováním, které přišlo s konceptem královny.
- V den premiéry prvního dílu filmové série v Grauman's Egyptian Theatre v Hollywoodu bylo z propagačních účelů před kinem vystaveno několik propriet z filmu, mezi nimi i model rasy, která havarovala na LV-426. Několik náboženských fanatiků jej ale před promítáním zapálili v domnění, že jde o dílo satanovo.[9]
- Vetřelec měl původní rozpočet 4,2 milionu dolarů.